# Hai anh em (hoạt hình)
Hai anh em, hay Anh em Haier (tiếng Trung Quốc: 海尔兄弟, Hải Nhĩ huynh đệ) là một bộ phim hoạt hình khai thác đề tài nghiên cứu khoa học của Công ty hoạt hình vi tính Bắc Kinh, ra mắt lần đầu năm 1995.

## Nội dung

### Nhân vật
- Anh em Haier
- Claude
- Jenny
- Ông nội của Jenny

## Hậu trường

### Nhạc phim
- Lời: Trương Kính Bình
- Nhạc: Thích Tiểu Nguyên
- Thể hiện: Tưởng Tiểu Hàm

　　打雷要下雨，雷欧，
　　（什么？）
　　下雨要打伞，雷欧，
　　（这我也知道！）
　　天冷穿棉袄，雷欧，雷诶欧，
　　天热扇扇子。
　　智慧就是，
　　（说啊！）
　　这么简单。
　　为什么要打雷下雨，
　　（为什么？）
　　为什么有冬天夏天，
　　（是个难题。）
　　不知道的奥秘万万千千，
　　智慧简单又不简单。
　　不知道的奥秘万万千千，
　　哦，雷欧，哦雷哦，
　　智慧简单又不简单。
　　（哎！）

## Vinh danh
- Giải thưởng Kim Ưng